# Proyecto Delta
El Proyecto DELTA fue uno de los varios proyectos de reconocimiento con el nombre de letras del alfabeto griego que las fuerzas especiales de Estados Unidos llevaron a cabo en el sur de Vietnam durante la guerra.
El Proyecto DELTA se estableció en Nha Trang en 1964 y estaba compuesto de seis equipos de reconocimiento, cada uno, a su vez, compuesto de cuatro miembros de las Fuerzas Especiales del Ejército de Estados Unidos (USASF) y de seis a ocho miembros de las fuerzas vietnamitas.

## Misión
La misión del proyecto incluía reconocimiento operacional y estratégico a lo largo del Vietcong y bombardeos bases enemigas, captura e interrogación, rescate de prisioneros de guerra, emplazar zonas minadas y de cepos, pinchar recintos y oficinas, etc. Estaban enfocados en rutas de infiltración en las zonas limítrofes y fronteras y en las bases enemigas.

## Historia
DELTA se creó el 15 de mayo de 1964 como Proyecto LEAPING LENA por orden de las USASF para entrenar a equipos conjuntos para misiones en Laos. Cinco equipos de ocho hombres fueron lanzados en paracaídas a Laos y solo cinco hombres lograron sobrevivir. Estados Unidos no participó. El 12 de julio de 1964 Estados Unidos se incorporó al proyecto. Hacia octubre de 1964 el proyecto fue designado Proyecto DELTA con las USASF al mando y en las operaciones junto con las fuerzas vietnamitas. La base principal se estableció en Nha Trang.
DELTA cesó sus operaciones el 30 de junio de 1970.

## Organización
En 1966 el Proyecto DELTA consistió en:
31 Fuerzas Especiales del Ejército de Estados Unidos y unas 50 Fuerzas Especiales de Vietnam del Sur.
12 pelotones de reconocimiento con 3 estadounidenses y tres vietnamitas. Más tarde se añadieron otros cuatro equipos.
Una compañía de seguridad consistente de 124 Nung.
Pelotón de Explosivos consistente de cuatro estadounidenses y 24 vietnamitas (CIDG).
200 trabajadores civiles en la base.